# Милчо Ангелов
Милчо Ангелов Ангелов (роден на 2 януари 1995 г.) е български футболист, нападател. Футболист на ФК Добруджа (Добрич).

## Кариера
Милчо Ангелов започва да тренира футбол в школата на ФК Ямбол, а след това във ФК Стралджа. Харесан е от Валентин Иванов и Антон Николов, след което през лятото на 2009 г. преминава в юношеската формация на Черноморец (Бургас). През сезон 2011/12 става голмайстор на елитната юношеска група до 17 години. От септември 2012 г. е привлечен в мъжкия отбор. Дебютира за Черноморец на 23 ноември в мач за купата на страната срещу Спартак 1919 (Плевен) като отбелязва 2 гола. В А ПФГ прави дебют на 10 март 2013 г. срещу ЦСКА (София). През лятото на 2014 г. подписва тригодишен договор с Литекс (Ловеч). През 2016 г. се присъединява към ЦСКА (София). От 2018 г. е продаден на Славия (София).

## Статистика по сезони
| Сезон   | Отбор           | Първенство | Мачове | Голове |
| ------- | --------------- | ---------- | ------ | ------ |
| 2012/13 | Черноморец (Бс) | А група    | 8      | 1      |
| 2013/14 | Черноморец (Бс) | А група    | 23     | 5      |
| 2014/15 | Литекс          | А група    | 0      | 0      |

## Успехи
Славия
- Купа на България: 2017/18